# Callistoctopus macropus
La polpessa (Callistoctopus macropus Risso, 1826), detta anche polpo macchiato o polpo notturno mediterraneo, è un animale appartenente al phylum Mollusca, classe cephalopoda della famiglia degli Octopodidae. Octopus macropus è un sinonimo. Non si tratta della femmina di Octopus vulgaris.

## Habitat e distribuzione
Mar Mediterraneo, Oceano Atlantico e Oceano Pacifico, su fondali sabbiosi o ricchi di Posidonia oceanica fino a oltre 100 metri di profondità. Poco diffuso generalmente, talvolta abbondante.

## Descrizione
Corpo di colore rosso-bruna, con numerosi puntini bianchi. Raggiunge una lunghezza totale di circa 150 cm con un manto di quasi 20 centimetri. Il peso varia da 400 gr fino a più di 2 kg.

## Comportamento
È un animale tipicamente notturno.